# Superliga Norte-Americana 2007
A Superliga 2007, a edição inaugural da Superliga, foi realizada entre 24 de julho e 29 de agosto de 2007. Oito clubes participaram do campeonato de 2007. A liga terminou com o Pachuca como vencedor e o Los Angeles Galaxy como vice-colocado. O artilheiro foi Landon Donovan, com quatro gols.
Todos os jogos da competição foram transmitidos pela Fox Sports World Canada no Canadá (em inglês), Telefutura nos Estados Unidos (em espanhol) e Televisa e TV Azteca no México (também em espanhol).

## Cidades e estádios
| Cidade            | Nome do estádio            | Capacidade |
| ----------------- | -------------------------- | ---------- |
| Bridgeview, IL    | Toyota Park                | 20,000     |
| Carson, CA        | The Home Depot Center      | 27,000     |
| Commerce City, CO | Dick's Sporting Goods Park | 18,500     |
| Frisco, TX        | Pizza Hut Park             | 21,193     |
| Houston, TX       | Estádio Robertson          | 32,000     |
| Los Angeles, CA   | Los Angeles Coliseum       | 92,500     |
| Washington, D.C.  | RFK Stadium                | 46,686     |

## Qualificação
Oito times disuptaram a Superliga norte-americana da edição inaugural de 2007. Foram esses os seguintes clubes a serem convidados a participar:
| Da MLS - D.C. United - FC Dallas - Houston Dynamo - Los Angeles Galaxy | Da PDFM - Monarcas Morelia - Pachuca - América - Guadalajara |

## Fase de grupos
Na fase de grupos, foram divididos em dois grupos de quatro times cada. Os dois melhores classificados passaram a semifinais:

### Grupo A
| Equipe             | Pts | Prt | V | E | D | GF | GC | SG |
| ------------------ | --- | --- | - | - | - | -- | -- | -- |
| Los Angeles Galaxy | 6   | 3   | 2 | 0 | 1 | 9  | 8  | +1 |
| Pachuca            | 4   | 3   | 1 | 1 | 1 | 3  | 3  | 0  |
| Chivas Guadalajara | 4   | 3   | 1 | 1 | 1 | 3  | 3  | 0  |
| FC Dallas          | 2   | 3   | 0 | 2 | 1 | 7  | 8  | -1 |

#### Partidas
| 24 de Julho de 2007 21:00 EDT | FC Dallas          | 1 – 1      | CD Guadalajara | Pizza Hut Park, Frisco                          |
|                               | Alvarez 56' · Moor | Reportagem | Olvera 67'     | Público: 12,641 Árbitro: Walter Quesada Cordero |

| 24 de Julho de 2007 | Los Angeles Galaxy            | 2-1        | Pachuca     | Home Depot Center                      |
| 23:00 EDT           | Alan Gordon 50' · Donovan 81' | Reportagem | Márquez 78' | Público: 19,317 Árbitro: Carlos Batres |

| 28 de Julho de 2007 | FC Dallas       | 1-1        | Pachuca     | Pizza Hut Park, Frisco              |
| 20:00 EDT           | Carlos Ruíz 75' | Reportagem | Giménez 87' | Público: 7,953 Árbitro: Samir Osman |

| 28 de Julho de 2007 | Los Angeles Galaxy | 1-2        | Guadalajara                    | Los Angeles Coliseum                       |
| 22:00 EDT           | Donovan 88'        | Reportagem | Rodríguez 59' · Omar Bravo 82' | Público: 37,337 Árbitro: Courtney Campbell |

| 31 de Julho de 2007 | FC Dallas                                                          | 5-6        | Los Angeles Galaxy                                                          | Pizza Hut Park, Frisco               |
| 20:00 EDT           | Alvarez 43' · Toja 78' · Alvarez 82' · Ruíz 90+1' · Thompson 90+6' | Reportagem | Gordon 3' · Klein 12' · Gordon 15' · Harmse 18' · Donovan 84' · Pavón 90+5' | Público: 21,576 Árbitro: Kevin Stott |

| 31 de Julho de 2007 | Guadalajara | 0-1        | Pachuca          | Dick's Sporting Goods Park                       |
| 22:00 EDT           |             | Reportagem | Márquez Lugo 68' | Público: 14,069 Árbitro: Marco Antonio Rodriguez |

### Grupo B
| Equipe           | Pts | Prt | V | E | D | GF | GC | SG |
| ---------------- | --- | --- | - | - | - | -- | -- | -- |
| Houston Dynamo   | 7   | 3   | 2 | 1 | 0 | 3  | 1  | +2 |
| D.C. United      | 4   | 3   | 1 | 1 | 1 | 2  | 2  | 0  |
| Club América     | 3   | 3   | 1 | 0 | 2 | 3  | 4  | -1 |
| Monarcas Morelia | 2   | 3   | 0 | 2 | 1 | 4  | 5  | -1 |

#### Partidas
| 25 de Julho de 2007 | D.C. United | 1-1        | Monarcas Morelia   | RFK Stadium                                |
| 20:00 EDT           | Gomez 7'    | Reportagem | Diego Martínez 79' | Público: 13,335 Árbitro: Courtney Campbell |

| 25 de Julho de 2007 | Houston Dynamo | 1-0        | América | Robertson Stadium                      |
| 20:00 EDT           | Nate Jaqua 41' | Reportagem |         | Público: 18,112 Árbitro: Steven Taylor |

| 29 de Julho de 2007 | D.C. United   | 1-0        | América | RFK Stadium                             |
| 20:00 EDT           | Dyachenko 12' | Reportagem |         | Público: 18,604 Árbitro: Carlos Bastres |

| 29 de Julho de 2007 | Houston Dynamo | 1-1        | Monarcas Morelia | Robertson Stadium                       |
| 22:00 EDT           | Ngwenya 1'     | Reportagem | Batista 74'      | Público: 11,236 Árbitro: Walter Quesada |

| 1 de Agosto de 2007 | Houston Dynamo  | 1-0        | D.C. United | Robertson Stadium                         |
| 20:00 EDT           | Brian Ching 50' | Reportagem |             | Público: 11,013 Árbitro: Baldomero Toledo |

| 1 de Agosto de 2007 | América                                         | 3-2        | Monarcas Morelia                 | Toyota Park                                 |
| 22:00 EDT           | Mosqueda 17' · Cabañas 56' · Federico Insúa 85' | Reportagem | Choy 67' · Luis Ángel Landín 73' | Público: 10,623 Árbitro: Hugo Leon Guajardo |

## Semifinais e finais
|  | Semifinal                  | Semifinal |       |  | Final                     | Final |  |
|  |                            |           |       |  |                           |       |  |
|  | 15 de Agosto - Carson, CA  |           |       |  |                           |       |  |
|  | Los Angeles Galaxy         | 2         |       |  |                           |       |  |
|  | D.C. United                | 0         |       |  |                           |       |  |
|  |                            |           |       |  |                           |       |  |
|  |                            |           |       |  | 29 de Agosto - Carson, CA |       |  |
|  |                            |           |       |  | Los Angeles Galaxy        | 1 (3) |  |
|  |                            | Pachuca   | 1 (4) |  |                           |       |  |
|  |                            |           |       |  |                           |       |  |
|  |                            |           |       |  |                           |       |  |
|  |                            |           |       |  |                           |       |  |
|  | 14 de Agosto - Houston, TX |           |       |  |                           |       |  |
|  | Houston Dynamo             | 2 (3)     |       |  |                           |       |  |
|  | Pachuca (P e P)            | 2 (4)     |       |  |                           |       |  |

### Partidas
| 14 de Agosto de 2007 | Houston Dynamo              | 2-2        | Pachuca                 | Robertson Stadium                        |
| 22:00 EDT            | DeRosario 4' · Robinson 83' | Reportagem | Cacho 28' · Chitiva 62' | Público: 21,712 Árbitro: Ricardo Salazar |

Nas cobranças de pênaltis, o Pachuca venceu por 4-3.
| 15 de agosto de 2007 | Los Angeles Galaxy        | 2-0        | D.C. United | Home Depot Center                  |
| 22:00 EDT            | Beckham 27' · Donovan 47' | Reportagem |             | Público: 17,233 Árbitro: Alex Prus |

| 29 de agosto de 2007 | Los Angeles Galaxy | 1-1        | Pachuca              | Home Depot Center                      |
| 20:00 PDT            | Klein 90+3'        | Reportagem | Vagenas 29' (contra) | Público: 12,500 Árbitro: Carlos Batres |

## Resultado
| Vencedor da Superliga norte-americana de 2007 Pachuca 1º Título |

## Artilheiros
Os apresentados a seguir foram os artilheiros da edição de 2007 da Superliga:
| # | Joagdor                    | Time               | Gols |
| - | -------------------------- | ------------------ | ---- |
| 1 | Landon Donovan             | Los Angeles Galaxy | 4    |
| 2 | Arturo Alvarez             | FC Dallas          | 3    |
| 2 | Alan Gordon                | Los Angeles Galaxy | 3    |
| 4 | Chris Klein                | Los Angeles Galaxy | 2    |
| 4 | Carlos Ruíz                | FC Dallas          | 2    |
| 4 | Rafael Márquez Lugo        | Pachuca            | 2    |
| 7 | Marcio Antonio Batista     | Monarcas Morelia   | 1    |
| 7 | David Beckham              | Los Angeles Galaxy | 1    |
| 7 | Omar Bravo                 | Guadalajara        | 1    |
| 7 | Salvador Cabañas           | América            | 1    |
| 7 | Juan Carlos Cacho          | Pachuca            | 1    |
| 7 | Brian Ching                | Houston Dynamo     | 1    |
| 7 | Andrés Chitiva             | Pachuca            | 1    |
| 7 | Gonzalo Choy               | Monarcas Morelia   | 1    |
| 7 | Dwayne DeRosario           | Houston Dynamo     | 1    |
| 7 | Rod Dyachenko              | D.C. United        | 1    |
| 7 | Christian Giménez          | Pachuca            | 1    |
| 7 | Christian Gómez            | D.C. United        | 1    |
| 7 | Kevin Harmse               | Los Angeles Galaxy | 1    |
| 7 | Federico Insúa             | América            | 1    |
| 7 | Nate Jaqua                 | Houston Dynamo     | 1    |
| 7 | Luis Ángel Landín          | Monarcas Morelia   | 1    |
| 7 | Diego Martínez             | Monarcas Morelia   | 1    |
| 7 | Juan Carlos Mosqueda       | América            | 1    |
| 7 | Joseph Ngwenya             | Houston Dynamo     | 1    |
| 7 | José Antonio Olvera        | Guadalajara        | 1    |
| 7 | Carlos Pavón               | Los Angeles Galaxy | 1    |
| 7 | Eddie Robinson             | Houston Dynamo     | 1    |
| 7 | Francisco Javier Rodríguez | Guadalajara        | 1    |
| 7 | Abe Thompson               | FC Dallas          | 1    |
| 7 | Juan Carlos Toja           | FC Dallas          | 1    |